# Ancona Calcio 2001-2002
Questa pagina raccoglie le informazioni riguardanti l'Ancona Calcio nelle competizioni ufficiali della stagione 2001-2002.

## Stagione
Nella stagione 2001-2002 l'Ancona disputa il campionato di Serie B, raccoglie 50 punti che valgono l'ottavo posto in classifica. Allenata dal confermato Fabio Brini la squadra biancorossa disputa un discreto girone di andata, in una solida posizione di centro classifica, tuttavia incappa in due sconfitte di fila a dicembre, prima uno (0-3) con il Modena, e poi qualche giorno prima di Natale subisce un sonoro (5-0) ad Empoli, con i marchigiani fermi a 21 punti in classifica, viene allora esonerato Fabio Brini, ed al suo posto arriva ad Ancona il toscano Luciano Spalletti, il girone di andata si è chiuso a 22 punti, poi nel girone di ritorno l'Ancona ha raccolto 28 punti, chiudendo il campionato con 50 punti in ottava posizione. Due i marcatori anconetani che si sono messi in bella evidenza segnando 12 reti a testa in campionato, la punta Massimiliano Vieri che ne realizza 1 anche in Coppa Italia, ed il centrocampista piemontese, con il vizietto del goal, Marcello Albino giunto alla sua terza stagione ad Ancona. Nella Coppa Italia l'Ancona chiude con due vittorie il girone 8 di qualificazione, ma il turno lo passa l'Empoli.

## Divise e sponsor
Anche in questa stagione la prima maglia è rossa con inserti bianchi e pantaloncini rossi, mentre la seconda maglia è bianca con bande rosse e pantaloncini rossi. Lo Sponsor ufficiale è la Banca delle Marche, mentre lo Sponsor tecnico è Ropam.

## Rosa
| N. |                       | Ruolo | Calciatore           |
| -- | --------------------- | ----- | -------------------- |
| 1  | Italia (bandiera)     | P     | Marco Storari        |
| 2  | Jugoslavia (bandiera) | D     | Dražen Bolić         |
| 3  | Italia (bandiera)     | D     | Maurizio Peccarisi   |
| 4  | Italia (bandiera)     | C     | Massimiliano Favo    |
| 5  | Italia (bandiera)     | C     | Paolo Agostini       |
| 5  | Italia (bandiera)     | C     | Luigi Riccio         |
| 6  | Italia (bandiera)     | D     | Francesco Nocera     |
| 7  | Italia (bandiera)     | C     | Giuseppe Castiglione |
| 8  | Italia (bandiera)     | D     | Salvatore Russo      |
| 10 | Italia (bandiera)     | C     | Marcello Albino      |
| 11 | Italia (bandiera)     | A     | Raffaele Costantino  |
| 12 | Italia (bandiera)     | P     | Marco Cerioni        |
| 13 | Italia (bandiera)     | D     | Stefano Mundula      |
| 14 | Italia (bandiera)     | C     | Francesco Montervino |
| 15 | Italia (bandiera)     | D     | Riccardo Bettini     |
| 16 | Italia (bandiera)     | C     | Daniele Quadrini     |
| 17 | Italia (bandiera)     | C     | Pietro Parente       |
| 18 | Italia (bandiera)     | D     | Gabriele Baraldi     |
| 19 | Italia (bandiera)     | A     | Roberto De Palma     |
| 20 | Italia (bandiera)     | A     | Vincenzo Cosa        |
| 20 | Italia (bandiera)     | A     | Alessandro Melli     |
| 21 | Italia (bandiera)     | A     | Massimiliano Vieri   |
| 22 | Italia (bandiera)     | P     | Alessio Scarpi       |
| 23 | Italia (bandiera)     | C     | Carlo Sassarini      |
| 25 | Italia (bandiera)     | A     | Umberto Del Core     |

| N. |                                 | Ruolo | Calciatore            |
| -- | ------------------------------- | ----- | --------------------- |
| 25 | Italia (bandiera)               | D     | Roberto Maltagliati   |
| 26 | Italia (bandiera)               | C     | Stefano Bono          |
| 27 | Italia (bandiera)               | C     | Tiziano De Patre      |
| 28 | Italia (bandiera)               | D     | Leonardo La Torre     |
| 30 | Italia (bandiera)               | A     | Fabio Gentili         |
| 30 | Polonia (bandiera)              | D     | Marek Koźmiński       |
| 32 | Italia (bandiera)               | D     | Gaetano Iossa         |
| 33 | Italia (bandiera)               | A     | Giovanni Pompei       |
| 34 | Italia (bandiera)               | D     | Gianluca Esposito     |
| 34 | Italia (bandiera)               | D     | Ferdinando Castaldo   |
| 36 | Italia (bandiera)               | C     | Giuseppe Vives        |
| 39 | Italia (bandiera)               | A     | Vincenzo Varriale     |
| 40 | Italia (bandiera)               | C     | Giuseppe Del Gaudio   |
| 43 | Italia (bandiera)               | A     | Simone Tiribocchi     |
| 55 | Italia (bandiera)               | P     | Piergraziano Gori     |
| 72 | Italia (bandiera)               | C     | Andrea Orocini        |
| 73 | Italia (bandiera)               | A     | Massimiliano Vadacca  |
| 76 | Italia (bandiera)               | C     | Stefano Bellè         |
| 80 | Italia (bandiera)               | A     | Massimo Farrugia      |
| 81 | Bosnia ed Erzegovina (bandiera) | C     | Anes Cardaklija       |
| 83 | Italia (bandiera)               | A     | Andrea Staffolani     |
| 84 | Italia (bandiera)               | C     | Patrick Kalambay      |
| 89 | Croazia (bandiera)              | D     | Dražen Brnčić         |
| 97 | Italia (bandiera)               | C     | Massimiliano Giacobbo |
| 99 | Italia (bandiera)               | A     | Alessandro Ambrosi    |

## Risultati

### Campionato

#### Girone di andata
| Arbitro: | Paparesta (Bari) |

|              |           |  |
| S. Russo 10’ | Marcatori |  |

| Arbitro: | Nucini (Bergamo) |

|              |           |                          |
| Stellone 45’ | Marcatori | 18’ Parente 50’ M. Vieri |

| Ancona 9 settembre 2001 3ª giornata | Ancona            | 0 – 0 | Siena | Stadio del Conero\| Arbitro: \| Cassarà (Palermo) \| |
| Arbitro:                            | Cassarà (Palermo) |       |       |                                                      |

| Arbitro: | Trefoloni (Siena) |

|                 |           |            |
| Gutierrez 90+2’ | Marcatori | 76’ Albino |

| Arbitro: | Cannella (Palermo) |

|              |           |  |
| M. Vieri 21’ | Marcatori |  |

| Arbitro: | Pieri (Genova) |

|             |           |  |
| Corrent 43’ | Marcatori |  |

| Arbitro: | Bolognino (Milano) |

|                     |           |               |
| M. Vieri 75’ (rig.) | Marcatori | 69’ Francioso |

| Arbitro: | Palmieri (Cosenza) |

|                                     |           |                 |
| Ambrosi 51’ Favo 79’ Montervino 87’ | Marcatori | 30’, 33’ Flachi |

| Arbitro: | Dondarini (Finale Emilia) |

|  |           |               |
|  | Marcatori | 90+1’ Ambrosi |

| Arbitro: | Palanca (Roma) |

|  |           |               |
|  | Marcatori | 58’ Ferrarese |

| Arbitro: | Nucini (Bergamo) |

|                                   |           |  |
| Bellotto 62’ (rig.) Vignaroli 72’ | Marcatori |  |

| Arbitro: | Dattilo (Locri) |

|                             |           |                      |
| Margiotta 19’ Zanchetta 33’ | Marcatori | 90’ (aut.) Dal Canto |

| Arbitro: | Trefoloni (Siena) |

|                              |           |                                      |
| Albino 9’ Parente 83’ (rig.) | Marcatori | 14’, 69’ (rig.) Giampaolo 64’ Mendil |

| Arbitro: | Palmieri (Cosenza) |

|                                  |           |  |
| Melis 68’ M. Esposito 72’ (rig.) | Marcatori |  |

| Arbitro: | Rizzoli (Bologna) |

|                                 |           |              |
| M. Vieri 12’ Parente 69’ (rig.) | Marcatori | 44’ Consonni |

| Arbitro: | Palmieri (Cosenza) |

|                         |           |           |
| Palmieri 20’ Chukwu 43’ | Marcatori | 86’ Bolic |

| Arbitro: | Pellegrino (Barcellona Pozzo di Gotto) |

|  |           |                                 |
|  | Marcatori | 38’, 74’ Fabbrini 90’ Zironelli |

| Arbitro: | Rodomonti (Teramo) |

|                                                                   |           |  |
| Belleri 32’ Cappellini 42’ Bresciano 59’ Rocchi 81’ Maccarone 86’ | Marcatori |  |

| Arbitro: | Ayroldi (Molfetta) |

|                            |           |                                      |
| Albino 7’, 63’ Parente 65’ | Marcatori | 44’, 67’ (rig.) Cappioli 87’ Chionna |

#### Girone di ritorno
| Arbitro: | Cassarò (Palermo) |

|           |           |  |
| Cozza 18’ | Marcatori |  |

| Arbitro: | Racalbuto (Gallarate) |

|  |           |                  |
|  | Marcatori | 38’ (rig.) Luppi |

| Siena 3 febbraio 2002 22ª giornata | Siena              | 0 – 0 | Ancona | Stadio Artemio Franchi\| Arbitro: \| Palmieri (Cosenza) \| |
| Arbitro:                           | Palmieri (Cosenza) |       |        |                                                            |

| Arbitro: | Dattilo (Locri) |

|             |           |            |
| Ambrosi 17’ | Marcatori | 75’ Godeas |

| Arbitro: | Racalbuto (Gallarate) |

|                          |           |  |
| Deflorio 79’ Juric 90+1’ | Marcatori |  |

| Arbitro: | Treossi (Forlì) |

|              |           |           |
| M. Vieri 48’ | Marcatori | 60’ Taldo |

| Arbitro: | Ayroldi (Molfetta) |

|              |           |                         |
| Mihalcea 29’ | Marcatori | 26’ Albino 74’ M. Vieri |

| Arbitro: | P. Rossi (Ciampino) |

|  |           |                               |
|  | Marcatori | 7’, 90+3’ Albino 74’ S. Russo |

| Arbitro: | Collina (Viareggio) |

|                                                  |           |             |
| Tiribocchi 5’ M. Vieri 63’ (rig.) Montervino 88’ | Marcatori | 31’ Miccoli |

| Arbitro: | Palmieri (Cosenza) |

|                                         |           |           |
| Turato 39’ Ghirardello 70’ Boudouma 84’ | Marcatori | 61’ Bolic |

| Arbitro: | Cesari (Genova) |

|                                    |           |             |
| Tiribocchi 16’ M. Vieri 29’, 90+4’ | Marcatori | 1’ Bellotto |

| Arbitro: | Cruciani (Pesaro) |

|            |           |  |
| Albino 76’ | Marcatori |  |

| Arbitro: | Preschern (Mestre) |

|                                      |           |  |
| Moscardi 80’ Tatti 83’ Oshadogan 90’ | Marcatori |  |

| Arbitro: | Palanca (Roma) |

|  |           |               |
|  | Marcatori | 71’ Cammarata |

| Arbitro: | Pieri (Genova) |

|           |           |  |
| Ferro 87’ | Marcatori |  |

| Arbitro: | Castellani (Verona) |

|                               |           |              |
| Albino 8’, 66’ Tiribocchi 74’ | Marcatori | 28’ Pizzinat |

| Modena 19 maggio 2002 36ª giornata | Modena           | 0 – 0 | Ancona | Stadio Alberto Braglia\| Arbitro: \| Nucini (Bergamo) \| |
| Arbitro:                           | Nucini (Bergamo) |       |        |                                                          |

| Arbitro: | Pellegrino (Barcellona Pozzo di Gotto) |

|                                                  |           |                          |
| Atzori 31’ (aut.) M. Vieri 50’ (rig.) Albino 88’ | Marcatori | 10’ Rocchi 47’ Bresciano |

| Arbitro: | Preschern (Mestre) |

|                         |           |                              |
| Brienza 35’ Guidoni 85’ | Marcatori | 12’, 46’ M. Vieri 43’ Albino |

### Coppa Italia

#### Girone 8
| Arbitro: | Pieri (Genova) |

|               |           |  |
| Di Natale 66’ | Marcatori |  |

| Arbitro: | Palmieri (Cosenza) |

|                               |           |             |
| Parente 29’, 37’ M. Vieri 52’ | Marcatori | 45+2’ Olivi |

| Arbitro: | Racalbuto (Gallarate) |

|  |           |            |
|  | Marcatori | 86’ Pompei |